# Фреалаф
Във фантастичната Средна земя на фентъзи-писателя Джон Роналд Руел Толкин Фреалаф (на английски: Frealaf) е десетият по ред крал на Рохан и първия крал от втората кралска линия.
Фреалаф е племенник на Шлем Твърдоръки. Той става крал, след като Шлем Твърдоръки бива убит по време на битка през 2759 г. от Третата епоха на Средната земя.
Фреалаф се впуска в смел поход за връщането на Едорас и по-късно ръководи възстановяването му. Той успява да изгони дунледингите отвъд реките Исен и Адорн като по този начин напълно освобождава Рохан.
На коронацията на Фреалаф след дългогодишно отсъствие неочаквано се появява магьосникът Саруман Белия. Саруман предлага на Фреалаф своята подкрепа и приятелство. По съвет на Фреалаф Берен, Наместникът на Гондор отстъпва на Саруман ключовете от кулата Ортанк и Исенгард при условие, че ги защитава при евентуално завръщане на дунледингите.
Фреалаф управлява в продължение на около 39 години и след смъртта си през 2798 г. Т.Е. е наследен от сина си Брита.